# Dysderina capensis
Dysderina capensis là một loài nhện trong họ Oonopidae.
Loài này thuộc chi Dysderina. Dysderina capensis được Eugène Simon miêu tả năm 1907.